# 42-es busz (Győr)
A győri 42-es jelzésű autóbusz Marcalváros, Kovács Margit utca és Honvédség, főkapu között közlekedik. A járatot a Volánbusz üzemelteti.

## Útvonala
| Honvédség, főkapu felé | Marcalváros, Kovács Margit utca felé |
| --- | --- |
| Marcalváros, Kovács Margit utca vá. – Mécs László utca – – Lajta út – Nagy Imre utca – Baross Gábor út – – Laktanya utca – Honvédség, főkapu vá. | Honvédség, főkapu vá. – Laktanya utca – – Baross Gábor út – Nagy Imre utca – Lajta út – – Mécs László utca – Marcalváros, Kovács Margit utca vá. |

## Megállóhelyei
| 0  | Marcalváros, Kovács Margit utca végállomás | 19 | 1, 1A, 11, 11Y, 14, 14B, 21, 21B, 22, 22A, 22B, 22Y, 23, 24, 25, 26, 28 | LIDL, TESCO, GYSZSZC Krúdy Gyula Gimnáziuma, Két Tanítási Nyelvű Középiskolája, Turisztikai és Vendéglátóipari Szakképző Iskolája, Arany János Általános Iskola |
| 1  | Bakonyi út, Gerence út                     | ∫  | 11, 11Y, 14, 14B, 21, 21B, 22, 22A, 22B, 22Y, 23, 24, 25, 26, 28 | Győri Műszaki Szakképzési Centrum Pattantyús-Ábrahám Géza Ipari Szakgimnáziuma és Szakközépiskolája |
| ∫  | Bakonyi út, marcalvárosi aluljáró          | 18 | 11, 11Y, 14, 14B, 21, 21B, 22, 22A, 22B, 22Y, 23, 24, 25, 26, 28 | |
| 2  | Lajta út, gyógyszertár                     | 16 | 11, 11Y, 14, 14B, 22, 22A, 22B, 22Y, 23, 24, 25, 26, 28 | Dr. Kovács Pál Megyei Könyvtár Marcalvárosi Fiókkönyvtára, Mesevár Óvoda, Kovács Margit Óvoda, Idősek Otthona |
| 4  | Lajta út, posta                            | 14 | 11, 11Y, 14, 14B, 22, 22A, 22B, 22Y, 23, 24, 25, 26, 28 | Benedek Elek Óvoda, Posta, Brunszvik Teréz Német Nemzetiségi Óvoda, Szent-Györgyi Albert Egészségügyi és Szociális Szakképző Iskola, Kovács Margit Általános Művelődési Központ                                                                                     |
| 6  | Nagy Imre út, virágbolt                    | 12 | 20Y, 22, 22A, 22B, 22Y | Szent-Györgyi Albert Egészségügyi és Szociális Szakképző Iskola |
| 8  | Baross Gábor út, Szigethy Attila út        | 10 | 22, 22A, 22B, 22Y | Petz Aladár Megyei Oktató Kórház, Győri Evangélikus Egyházközség temploma, Megyei Rendőr-főkapitányság |
| 10 | Baross Gábor híd, belvárosi hídfő          | ∫  | 1, 1A, 2, 2B, 5, 5B, 5R, 6, 7, 8, 8B, 9, 9A, 11, 12, 12A, 14, 14B, 15, 15A, 17, 17B, 19, 19A, 21, 21B, 22, 22A, 22B, 22Y, 29, 30, 30A, 30B, 30Y, 31, 31A, 37, 38, 38A, CITY Távolsági járatok S10 G10 , IC, InterRégió, EC, EN, ER, gyorsvonat, expresszvonat, | Győr Városháza, 2-es posta, Honvéd liget, Révai Miklós Gimnázium, Földhivatal, Megyeháza, Győri Törvényszék, Büntetés-végrehajtási Intézet, Richter János Hangverseny- és Konferenciaterem, Vízügyi Igazgatóság, Zenés szökőkút, Bisinger József park, Kormányablak |
| 12 | Szent István út, Iparkamara                | 8  | 6, 7, 8, 8B, 10, 11, 11Y, 12, 12A, 14, 14B, 15, 15A, 30, 30A, 30B, 30Y, 31, 31A, CITY | Győr-Moson-Sopron Megyei Kereskedelmi és Iparkamara, GYSZSZC Deák Ferenc Közgazdasági Szakgimnáziuma, Révai Parkolóház, Bisinger József park |
| 15 | Mártírok útja                              | 4  | 30Y | ETO Park, Lukács Sándor Mechatronikai és Gépészeti Szakgimnázium, Szakközépiskola és Kollégium, Galgóczi Erzsébet Városi Könyvtár |
| 19 | Honvédség, főkapu végállomás               | 0  | 12, 12A, 20, 20Y, 24 | Honvédség |